# Ti ricordi? No non mi ricordo
Ti ricordi? No non mi ricordo, pubblicato nel 2004, è un album dei cantanti italiani Ornella Vanoni e Gino Paoli.

## Il disco
A vent'anni esatti dalla prima e unica tournée a due voci (documentata dal doppio album live Insieme), Ornella Vanoni e Gino Paoli si riuniscono per un album di canzoni inedite, composto da 6 pezzi solisti e 6 pezzi in duo. Tra i vari artisti che prendono parte al disco ci sono Sergio Cammariere, Enrico Rava e Mario Lavezzi. La produzione artistica è di Sergio Bardotti (sua ultima collaborazione con Ornella) e Adriano Pennino. Le fotografie sono di Guido Harari; il progetto grafico della cover è firmato da Luciano Tallarini. In contemporanea all'album, esce anche per Mondadori il libro-intervista "Noi due, una lunga storia", a cura di Enrico de Angelis.
Pochi mesi dopo l'uscita dell'album, Ornella e Gino porteranno una nuova tournée (VanoniPaoli Live), molto lunga e di grande successo, nei più importanti teatri italiani.

## Tracce
1. Boccadasse
2. Fingere di te
3. Il buonsenso*
4. Lo specchio**
5. Magari (Tomara)
6. Uguale a te (Se todos fossem iguais a você)
7. g.a.lux**
8. Sogni (dedicata a Hugo Pratt)*
9. Io non t'amerò per sempre
10. L'azzurro immenso*
11. Annamaria**
12. Una parola (È preciso perdoar)

(*) solo Ornella (**) solo Gino

## Formazione
- Ornella Vanoni – voce
- Gino Paoli – voce
- Adriano Pennino – tastiera, programmazione, pianoforte
- Vito Mercurio – basso, contrabbasso
- Vittorio Riva – batteria
- Maurizio Fiordiliso – chitarra acustica, chitarra elettrica
- Nicolò Fragile – tastiera, programmazione, pianoforte
- Cesare Chiodo - basso
- Alfredo Golino – batteria
- Michele Ascolese – chitarra classica
- Maurizio Pica – chitarra acustica, chitarra a 12 corde, chitarra classica
- Luigi Montagna – tastiera, cori, chitarra
- Sergio Cammariere – pianoforte
- Dino D'Autorio – basso
- Roberto Testa – batteria
- Natalio Mangalavite – tastiera, programmazione, pianoforte
- Rosario Jermano – percussioni
- Gennaro Desideri – violino
- Etleva Kucuqi – violino
- Piero Salvatori – violoncello
- Enrico Rava – tromba
- Emanuela Cortesi, Giuseppe Lo Pizzo, Vanessa Vaccari, Maurizio Carlini – cori

## Classifiche
| Classifica (2004) | Posizione massima |
| ----------------- | ----------------- |
| Italia            | 3                 |